# De Toppers
De Toppers är en nederländsk popgrupp som representerade sitt land i Eurovision Song Contest 2009 med låten Shine.